# 1998年ハンガリーグランプリ
1998年ハンガリーグランプリ (Marlboro Magyar Nagydij) は、1998年F1世界選手権の第12戦として、1998年8月14日と16日にハンガロリンクで開催された。

## 展開
ブリヂストンはツイスティーなハンガロリンクに向けて、トレッドを広げたフロントタイヤを投入。予選ではマクラーレンのミカ・ハッキネンがひとり1分16秒台をマークしてポールポジションを獲得。僚友のデビッド・クルサードも2番手タイムを記録し、マクラーレンがフロントローを独占した。この2台は予選・フリー走行・ウォームアップの全セッションで1・2位を占める好調ぶりだった。
決勝スタート後もマクラーレンの2台がレースを引っ張るが、フェラーリのミハエル・シューマッハが後方に食い下がり、最初のピットストップを終えても3台の接近状態が続いた。シューマッハはタイトル争いでハッキネンに16ポイント差を付けられており、ハッキネンに勝負を仕掛けたいところだが、間にいるクルサードを抜くチャンスがみつけられない。シューマッハはチームとの無線交信で「ピットストップを2回から3回に作戦変更したい」と提案。作戦参謀のロス・ブラウンは「最後のピットストップまでの19周で25秒以上のマージンを作らなければならない」と計算した。
シューマッハは43周目に2回目のピット作業を行い、給油時間6.8秒でコースに復帰した。44周目にクルサード、46周目にハッキネンが8秒台のピットストップを行うと、この間にシューマッハがトップに浮上した。シューマッハは1分19秒台のファステストラップを連発し、毎周2〜3秒ずつリードを拡げる。勢い余って最終コーナーをオーバーランする場面もあったが、27秒のマージンを稼いで62周目にピットイン。なお5秒の余裕をもってコースに復帰し、そのまま優勝した。通算32勝目となり、ナイジェル・マンセルを抜いて歴代3位（当時）の勝利数となった。
マクラーレン勢は2回目のピットストップ後にペースを上げられず、フェラーリとシューマッハの奇襲戦法の前に為す術なく敗れた。ハッキネンはハンドリングの不調で後続に抜かれていき、最後はシューマッハに周回遅れにされ6位に終わった。これで対シューマッハのポイントリードは7点となった。
1998年10月、オーガナイザーはコースに侵入者があったことで100万ドルの罰金を課された。翌2年間のレースで再発しなかったことで、罰金は25万ドルに引き下げられた。

## 結果
| 順位     | No | ドライバー                       | コンストラクター          | 周回 | タイム       | グリッド | ポイント |
| -------- | -- | -------------------------------- | ------------------------- | ---- | ------------ | -------- | -------- |
| 1        | 3  | ミハエル・シューマッハ           | フェラーリ                | 77   | 1:45:26.4    | 3        | 10       |
| 2        | 7  | デビッド・クルサード             | マクラーレン-メルセデス   | 77   | +9.433       | 2        | 6        |
| 3        | 1  | ジャック・ヴィルヌーヴ           | ウィリアムズ-メカクローム | 77   | +44.444      | 6        | 4        |
| 4        | 9  | デイモン・ヒル                   | ジョーダン-無限ホンダ     | 77   | +55.076      | 4        | 3        |
| 5        | 2  | ハインツ＝ハラルド・フレンツェン | ウィリアムズ-メカクローム | 77   | +56.51       | 7        | 2        |
| 6        | 8  | ミカ・ハッキネン                 | マクラーレン-メルセデス   | 76   | +1 Lap       | 1        | 1        |
| 7        | 14 | ジャン・アレジ                   | ザウバー-ペトロナス       | 76   | +1 Lap       | 11       |          |
| 8        | 5  | ジャンカルロ・フィジケラ         | ベネトン-プレイライフ     | 76   | +1 Lap       | 8        |          |
| 9        | 10 | ラルフ・シューマッハ             | ジョーダン-無限ホンダ     | 76   | +1 Lap       | 10       |          |
| 10       | 15 | ジョニー・ハーバート             | ザウバー-ペトロナス       | 76   | +1 Lap       | 15       |          |
| 11       | 16 | ペドロ・ディニス                 | アロウズ                  | 74   | +3 Laps      | 12       |          |
| 12       | 11 | オリビエ・パニス                 | プロスト-プジョー         | 74   | +3 Laps      | 20       |          |
| 13       | 19 | ヨス・フェルスタッペン           | スチュワート-フォード     | 74   | +3 Laps      | 17       |          |
| 14       | 21 | 高木虎之介                       | ティレル-フォード         | 74   | +3 Laps      | 18       |          |
| 15       | 22 | 中野信治                         | ミナルディ-フォード       | 74   | +3 Laps      | 19       |          |
| 16       | 6  | アレクサンダー・ヴルツ           | ベネトン-プレイライフ     | 69   | ギアボックス | 9        |          |
| リタイア | 18 | ルーベンス・バリチェロ           | スチュワート-フォード     | 54   | ギアボックス | 14       |          |
| リタイア | 12 | ヤルノ・トゥルーリ               | プロスト-プジョー         | 28   | エンジン     | 16       |          |
| リタイア | 17 | ミカ・サロ                       | アロウズ                  | 18   | ギアボックス | 13       |          |
| リタイア | 4  | エディ・アーバイン               | フェラーリ                | 13   | ギアボックス | 5        |          |
| リタイア | 23 | エステバン・トゥエロ             | ミナルディ-フォード       | 13   | エンジン     | 21       |          |

- ファステストラップ：ミハエル・シューマッハ 1分19秒286 (LAP 60)
- ラップリーダー：ミカ・ハッキネン (LAP 1-46)、ミハエル・シューマッハ (LAP 47-77)

## 第12戦終了時点でのランキング
| 順位 | ドライバー             | ポイント |
| ---- | ---------------------- | -------- |
| 1    | ミカ・ハッキネン       | 77       |
| 2    | ミハエル・シューマッハ | 70       |
| 3    | デビッド・クルサード   | 48       |
| 4    | エディ・アーバイン     | 32       |
| 5    | ジャック・ヴィルヌーヴ | 20       |

| 順位 | コンストラクター          | ポイント |
| ---- | ------------------------- | -------- |
| 1    | マクラーレン-メルセデス   | 125      |
| 2    | フェラーリ                | 102      |
| 3    | ベネトン-プレイライフ     | 32       |
| 4    | ウィリアムズ-メカクローム | 30       |
| 5    | ジョーダン-無限ホンダ     | 10       |

- 注：ドライバー、コンストラクター共にトップ5のみ表示。

## 参照
1. ↑  “ハンガリーGP(1998) - F1”. 2024年3月9日閲覧。

- 『F1速報』R12ハンガリーGP号、ニューズ出版、1998年（レースレポート）

| 前戦 1998年ドイツグランプリ         | FIA F1世界選手権 1998年シーズン | 次戦 1998年ベルギーグランプリ       |
| 前回開催 1997年ハンガリーグランプリ | ハンガリーグランプリ            | 次回開催 1999年ハンガリーグランプリ |